# C20orf85
C20orf85 (англ. Chromosome 20 open reading frame 85) – білок, який кодується однойменним геном, розташованим у людей на довгому плечі 20-ї хромосоми. Довжина поліпептидного ланцюга білка становить 137 амінокислот, а молекулярна маса — 15 719.
| 10         |  | 20         |  | 30         |  | 40         |  | 50         |
| ---------- |  | ---------- |  | ---------- |  | ---------- |  | ---------- |
| MAQKPLSTAA |  | AERMNLVGQD |  | EIWKYRLKAE |  | SEARQNWPQN |  | WGFLTTPFEE |
| LIKCEEDLPT |  | PKPKIELPER |  | FRIRPVTPVE |  | KYIKVFPSPP |  | VPQTTQGFIG |
| WRSAVPGLNK |  | CLELDDAIRS |  | CKGAFARELC |  | WPKQGVH    |  |            |

A: Аланін

C: Цистеїн

D: Аспарагінова кислота

E: Глутамінова кислота

F: Фенілаланін

G: Гліцин

H: Гістидин

I: Ізолейцин

K: Лізин

L: Лейцин

M: Метіонін

N: Аспарагін

P: Пролін

Q: Глутамін

R: Аргінін

S: Серин

T: Треонін

V: Валін

W: Триптофан